# Турянські
44°47′ пн. ш. 15°31′ сх. д. / 44.78° пн. ш. 15.51° сх. д.
Турянські (хорв. Turjanski) — населений пункт у Хорватії, в Лицько-Сенській жупанії у складі громади Врховине.

## Населення
Населення за даними перепису 2011 року становило 110 осіб.
Динаміка чисельності населення поселення:

## Клімат
Середня річна температура становить 7,05 °C, середня максимальна – 20,96 °C, а середня мінімальна – -8,42 °C. Середня річна кількість опадів – 1409 мм.
| Клімат поселення                              | Клімат поселення | Клімат поселення | Клімат поселення | Клімат поселення | Клімат поселення | Клімат поселення | Клімат поселення | Клімат поселення | Клімат поселення | Клімат поселення | Клімат поселення | Клімат поселення | Клімат поселення |
| Показник                                      | Січ.             | Лют.             | Бер.             | Квіт.            | Трав.            | Черв.            | Лип.             | Серп.            | Вер.             | Жовт.            | Лист.            | Груд.            |                  |
| Середній максимум, °C                         | 4,86             | 5,48             | 8,61             | 12,59            | 17,52            | 20,85            | 20,96            | 20,51            | 16,69            | 12,33            | 7,14             | 3,14             |                  |
| Середня температура, °C                       | −1,77            | −1,14            | 1,97             | 5,95             | 10,88            | 14,23            | 16,58            | 16,14            | 12,32            | 7,93             | 2,78             | −1,23            |                  |
| Середній мінімум, °C                          | −8,42            | −7,78            | −4,67            | −0,7             | 4,24             | 7,59             | 12,20            | 11,76            | 7,94             | 3,56             | −1,61            | −5,6             |                  |
| Норма опадів, мм                              | 98               | 103              | 107              | 121              | 106              | 108              | 76               | 94               | 132              | 151              | 173              | 140              |                  |
| Середньомісячна швидкість вітру, м/с          | 2.27             | 2.40             | 2.64             | 2.53             | 2.35             | 2.10             | 2.06             | 1.97             | 2.05             | 2.24             | 2.43             | 2.50             |                  |
| Середньомісячна сонячна радіація, кДж/м²·день | 4588             | 7214             | 10643            | 15045            | 19124            | 21022            | 22737            | 19402            | 14507            | 9404             | 5020             | 3853             |                  |
| --------------------------------------------- | ---------------- | ---------------- | ---------------- | ---------------- | ---------------- | ---------------- | ---------------- | ---------------- | ---------------- | ---------------- | ---------------- | ---------------- | ---------------- |
| Джерело:                                      |                  |                  |                  |                  |                  |                  |                  |                  |                  |                  |                  |                  |                  |